# ماشین دو مارلی

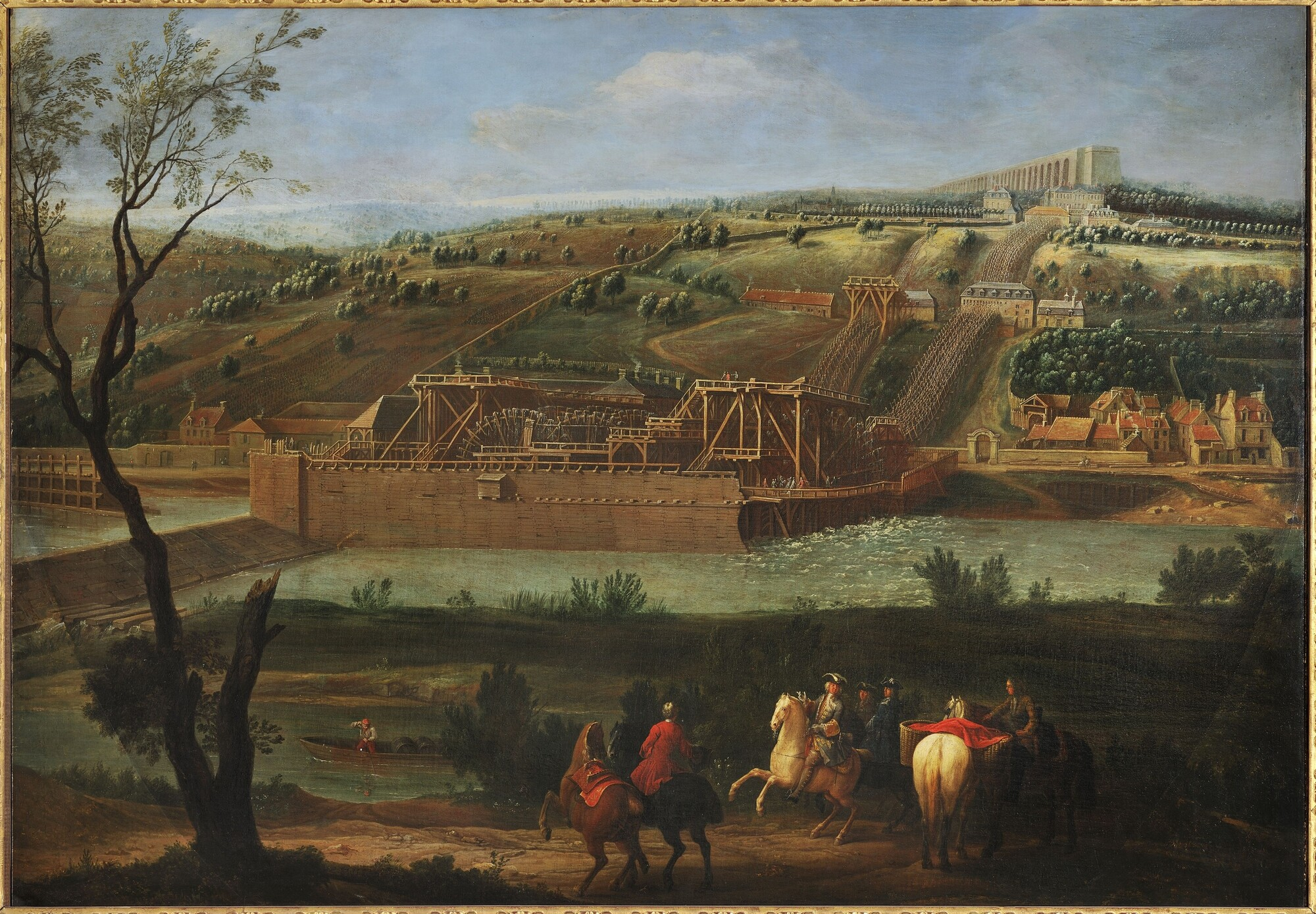
سیستم هیدرولیکی ماشین دو مارلی در سال ۱۷۲۲ میلادی.

ماشین دو مارلی (به فرانسوی: Machine de Marly) یک سیستم هیدرولیکی پمپاژ آب یا استفاده از چرخ آبی در ایولین، فرانسه بود که در سال ۱۶۸۴ میلادی، به منظور آب‌رسانی به شاتو دو مارلی (en) در کاخ ورسای و همچنین به منظور آبیاری باغ‌های ورسای بر رود رود سِن ساخته‌شده بود.